# Scott Donaldson
Scott Donaldson (Perth, 19 marzo 1994) è un giocatore di snooker scozzese.

## Carriera
Professionista ininterrottamente dal 2012, Scott Donaldson è uno dei più grandi talenti emergenti del circuito.
Nel 2017 lo scozzese ha raggiunto per la prima volta una semifinale in carriera, perdendo poi 6-3 contro Judd Trump.
Sempre ad un passo dalla finale è arrivato per due volte nel 2018 e al China Open 2019. Il 5 marzo 2020 Donaldson vince la Championship League, primo successo in un torneo professionistico.

## Ranking[6]
| Stagione  | Ranking iniziale | Ranking finale |
| --------- | ---------------- | -------------- |
| 2012-2013 | Non classificato | 89             |
| 2013-2014 | 88               | 67             |
| 2014-2015 | Non classificato | 93             |
| 2015-2016 | 77               | 82             |
| 2016-2017 | Non classificato | 65             |
| 2017-2018 | 65               | 58             |
| 2018-2019 | 58               | 35             |
| 2019-2020 | 35               | 23             |
| 2020-2021 | 23               |                |

## Tornei vinti

### Titoli Non-Ranking: 1
| Titoli Non-Ranking  | Titoli Non-Ranking | Titoli Non-Ranking | Titoli Non-Ranking |
| ------------------- | ------------------ | ------------------ | ------------------ |
| Competizione        | Anno               | Avversario         | Note               |
| Championship League | 2019-2020          | Graeme Dott        | [ 5 ]              |